# Distretti congressuali del Nevada

Distretti congressuali del Nevada

Lo stato del Nevada è diviso in 4 distretti congressuali, ognuno rappresentato da un rappresentante alla Camera dei rappresentanti degli Stati Uniti.
I distretti sono attualmente rappresentati al 119º Congresso degli Stati Uniti d'America da 3 democratici e da 1 repubblicano.

## Distretti e rispettivi rappresentanti
| Distretto | Rappresentante  | Partito      | CPVI | In carica dal     | Mappa del distretto |
| --------- | --------------- | ------------ | ---- | ----------------- | ------------------- |
| 1°        | Dina Titus      | Democratico  | D+2  | 3 gennaio 2013    |                     |
| 2°        | Mark Amodei     | Repubblicano | R+7  | 13 settembre 2011 |                     |
| 3°        | Susie Lee       | Democratico  | D+1  | 3 gennaio 2019    |                     |
| 4°        | Steven Horsford | Democratico  | D+2  | 3 gennaio 2019    |                     |

## Cronologia delle configurazioni
Le tabelle riportano le mappe dei confini dei distretti congressuali dello stato del Nevada, presentati in maniera cronologica. Vengono mostrati tutti i cicli di modifica periodica dei distretti dal 1973 ad oggi.
| Anno      | Cartina dello stato | Dettaglio di Las Vegas |
| --------- | ------------------- | ---------------------- |
| 1983–1992 |                     |                        |
| 1993–2002 |                     |                        |
| 2003–2013 |                     |                        |
| 2013–2023 |                     |                        |
| Dal 2023  |                     |                        |

## Distretti obsoleti
- Distretto congressuale at-large del Nevada
- Distretto congressuale at-large del Territorio del Nevada